# Preliminariile Campionatului European de Fotbal 2012 - Grupa D
Această pagină prezintă rezultatele pentru Grupa D a Preliminariilor Campionatului European de Fotbal 2012.

## Clasament
| Legendă                            |
| ---------------------------------- |
| Calificată direct la turneul final |
| Avansată în play-off               |

| Echipa                | MJ | V | E | Î | GM | GP | DG  | Pct |
| --------------------- | -- | - | - | - | -- | -- | --- | --- |
| Franța                | 10 | 6 | 3 | 1 | 15 | 4  | +11 | 21  |
| Bosnia și Herțegovina | 10 | 6 | 2 | 2 | 17 | 8  | +9  | 20  |
| România               | 10 | 3 | 5 | 2 | 13 | 9  | +4  | 14  |
| Belarus               | 10 | 3 | 4 | 3 | 8  | 7  | +1  | 13  |
| Albania               | 10 | 2 | 3 | 5 | 7  | 14 | −7  | 9   |
| Luxemburg             | 10 | 1 | 1 | 8 | 3  | 21 | −18 | 4   |

|                       | Albania | Belarus | Bosnia și Herțegovina | Franța | Luxemburg | România |
| --------------------- | ------- | ------- | --------------------- | ------ | --------- | ------- |
| Albania               | —       | 1–0     | 1–1                   | 1–2    | 1–0       | 1–1     |
| Belarus               | 2–0     | —       | 0–2                   | 1–1    | 2–0       | 0–0     |
| Bosnia și Herțegovina | 2–0     | 1–0     | —                     | 0–2    | 5–0       | 2–1     |
| Franța                | 3–0     | 0–1     | 1–1                   | —      | 2–0       | 2–0     |
| Luxemburg             | 2–1     | 0–0     | 0–3                   | 0–2    | —         | 0–2     |
| România               | 1–1     | 2–2     | 3–0                   | 0–0    | 3–1       | —       |

## Rezultate și program
Programul meciurilor din Grupa C a fost negociat între participanți la o întâlnire în Luxemburg pe 19 februarie 2010.
| România    | 1 – 1  | Albania    |
| ---------- | ------ | ---------- |
| Stancu 80' | Report | Muzaka 87' |

| Luxemburg | 0 – 3  | Bosnia și Herțegovina           |
| --------- | ------ | ------------------------------- |
|           | Report | Ibričić 6' Pjanić 12' Džeko 16' |

| Franța | 0 – 1  | Belarus     |
| ------ | ------ | ----------- |
|        | Report | Kislyak 86' |

| Belarus | 0 – 0  | România |
| ------- | ------ | ------- |
|         | Report |         |

| Albania    | 1 – 0  | Luxemburg |
| ---------- | ------ | --------- |
| Salihi 37' | Report |           |

| Bosnia și Herțegovina | 0 – 2  | Franța                  |
| --------------------- | ------ | ----------------------- |
|                       | Report | Benzema 72' Malouda 78' |

| Luxemburg | 0 – 0  | Belarus |
| --------- | ------ | ------- |
|           | Report |         |

| Albania    | 1 – 1  | Bosnia și Herțegovina |
| ---------- | ------ | --------------------- |
| Duro 45+2' | Report | Ibišević 21'          |

| Franța                  | 2 – 0  | România |
| ----------------------- | ------ | ------- |
| Rémy 83' Gourcuff 90+3' | Report |         |

| Belarus                  | 2 – 0  | Albania |
| ------------------------ | ------ | ------- |
| Rodionov 10' Krivets 77' | Report |         |

| Franța                   | 2 – 0  | Luxemburg |
| ------------------------ | ------ | --------- |
| Benzema 22' Gourcuff 76' | Report |           |

| Luxemburg | 0 – 2  | Franța                 |
| --------- | ------ | ---------------------- |
|           | Report | Mexès 28' Gourcuff 72' |

| Bosnia și Herțegovina  | 2 – 1  | România    |
| ---------------------- | ------ | ---------- |
| Ibišević 63' Džeko 83' | Report | Marica 29' |

| Albania    | 1 – 0  | Belarus |
| ---------- | ------ | ------- |
| Salihi 62' | Report |         |

| România                | 3 – 1  | Luxemburg  |
| ---------------------- | ------ | ---------- |
| Mutu 24', 68' Zicu 78' | Report | Gerson 22' |

| România                  | 3 – 0  | Bosnia și Herțegovina |
| ------------------------ | ------ | --------------------- |
| Mutu 37' Marica 41', 55' | Report |                       |

| Belarus           | 1 – 1  | Franța      |
| ----------------- | ------ | ----------- |
| Abidal 20' (a.g.) | Report | Malouda 22' |

| Belarus                           | 2 – 0  | Luxemburg |
| --------------------------------- | ------ | --------- |
| Kornilenko 48' (pen.) Putsila 73' | Report |           |

| Bosnia și Herțegovina        | 2 – 0  | Albania |
| ---------------------------- | ------ | ------- |
| Medunjanin 67' Maletić 90+1' | Report |         |

| Luxemburg | 0 – 2  | România        |
| --------- | ------ | -------------- |
|           | Report | Torje 34', 45' |

| Belarus | 0 – 2  | Bosnia și Herțegovina               |
| ------- | ------ | ----------------------------------- |
|         | Report | Salihović 21' (pen.) Medunjanin 24' |

| Albania     | 1 – 2  | Franța                 |
| ----------- | ------ | ---------------------- |
| Bogdani 46' | Report | Benzema 11' M'Vila 18' |

| Bosnia și Herțegovina | 1 – 0  | Belarus |
| --------------------- | ------ | ------- |
| Misimović 87'         | Report |         |

| Luxemburg               | 2 – 1  | Albania     |
| ----------------------- | ------ | ----------- |
| Bettmer 27' Joachim 78' | Report | Bogdani 64' |

| România | 0 – 0  | Franța |
| ------- | ------ | ------ |
|         | Report |        |

| Bosnia și Herțegovina                                         | 5 – 0  | Luxemburg |
| ------------------------------------------------------------- | ------ | --------- |
| Džeko 12' Misimović 15', 22' (pen.) Pjanić 36' Medunjanin 51' | Report |           |

| România              | 2 – 2  | Belarus                   |
| -------------------- | ------ | ------------------------- |
| Mutu 19', 51' (pen.) | Report | Kornilenko 45' Drahun 82' |

| Franța                              | 3 – 0  | Albania |
| ----------------------------------- | ------ | ------- |
| Malouda 11' Rémy 37' Réveillère 66' | Report |         |

| Albania    | 1 – 1  | România    |
| ---------- | ------ | ---------- |
| Salihi 24' | Report | Luchin 77' |

| Franța           | 1 – 1  | Bosnia și Herțegovina |
| ---------------- | ------ | --------------------- |
| Nasri 78' (pen.) | Report | Džeko 40'             |

## Golgheteri
5 goluri
- Adrian Mutu

4 goluri
- Edin Džeko

3 goluri
| - Hamdi Salihi - Haris Medunjanin - Zvjezdan Misimović | - Karim Benzema - Yoann Gourcuff | - Florent Malouda - Ciprian Marica |

2 goluri
| - Erjon Bogdani - Sergei Kornilenko | - Vedad Ibišević - Miralem Pjanić | - Loïc Rémy - Gabriel Torje |

1 gol
| - Klodian Duro - Gjergji Muzaka - Stanislaw Drahun - Syarhey Kislyak - Sergey Krivets - Anton Putsila - Vitali Rodionov | - Senijad Ibričić - Darko Maletić - Sejad Salihović - Philippe Mexès - Yann M'Vila - Samir Nasri - Anthony Réveillère | - Gilles Bettmer - Aurélien Joachim - Lars Gerson - Srdjan Luchin - Bogdan Stancu - Ianis Zicu |

1 autogol
- Éric Abidal (în meciul contra Belarus)

## Prezența la meci
| Echipa                | Cea mai mare | Cea mai mică | Total   | Medie  |
| --------------------- | ------------ | ------------ | ------- | ------ |
| Albania               | 15.600       | 3.000        | 56.646  | 11.329 |
| Belarus               | 44.185       | 24.231       | 174.285 | 34.857 |
| Bosnia și Herțegovina | 28.000       | 9.000        | 74.000  | 14.800 |
| Franța                | 79.299       | 24.710       | 324.110 | 64.822 |
| Luxemburg             | 8.052        | 1.857        | 22.180  | 4.436  |
| România               | 49.137       | 8.200        | 113.723 | 22.745 |

## Suspendări
| Poz | Jucător               | Țara                  | Cartonaș galben | Cartonaș roșu | Suspendat pentru meciul(urile)                                                                                       | Motiv |
| --- | --------------------- | --------------------- | --------------- | ------------- | --- | --- |
| M   | Timofei Kalachev      | Belarus               | 5               | 1             | v Albania (26 martie 2011) v România (7 octombrie 2011)                                                              | Cartonaș galben în două meciuri de calificare la Euro 2012 Cartonaș roșu într-un meci de calificare la Euro 2012 |
| F   | Mario Mutsch          | Luxemburg             | 5               | 1             | v Belarus (8 octombrie 2010)                                                                                         | Acumulare de cartonașe galbene și cartonaș roșu în două meciuri de calificare la Euro 2012                       |
| A   | Erjon Bogdani         | Albania               | 4               | 1             | v Franța (7 octombrie 2011)                                                                                          | Cartonaș roșu într-un meci de calificare la Euro 2012                                                            |
| F   | Armend Dallku         | Albania               | 3               | 1             | v Belarus (26 martie 2011)                                                                                           | Cartonaș roșu într-un meci de calificare la Euro 2012                                                            |
| F   | Aleksandr Martynovich | Belarus               | 2               | 1             | v România (7 octombrie 2011)                                                                                         | Cartonaș roșu într-un meci de calificare la Euro 2012                                                            |
| F   | Klodian Duro          | Albania               | 1               | 1             | v România (11 octombrie 2011)                                                                                        | Cartonaș roșu într-un meci de calificare la Euro 2012                                                            |
| F   | Andi Lila             | Albania               | 1               | 1             | v Franța (2 septembrie 2011)                                                                                         | Cartonaș roșu într-un meci de calificare la Euro 2012                                                            |
| A   | Sergei Kornilenko     | Belarus               | 1               | 1             | v Albania (12 octombrie 2010) v Albania (26 martie 2011) v Franța (3 iunie 2011)                                     | Cartonaș roșu într-un meci de calificare la Euro 2012                                                            |
| M   | René Peters           | Luxemburg             | 1               | 1             | v Franța (25 martie 2011)                                                                                            | Cartonaș roșu într-un meci de calificare la Euro 2012                                                            |
| F   | Ansi Agolli           | Albania               | 0               | 1             | v Franța (7 octombrie 2011)                                                                                          | Cartonaș roșu într-un meci de calificare la Euro 2012                                                            |
| F   | Lorik Cana            | Albania               | 3               | 0             | v Luxemburg (7 septembrie 2011)                                                                                      | Cartonaș galben în două meciuri de calificare la Euro 2012                                                       |
| F   | Emir Spahić           | Bosnia și Herțegovina | 3               | 0             | v Belarus (7 septembrie 2011)                                                                                        | Cartonaș galben în două meciuri de calificare la Euro 2012                                                       |
| F   | Adil Rami             | Franța                | 3               | 0             | v Albania (2 septembrie 2011)                                                                                        | Cartonaș galben în două meciuri de calificare la Euro 2012                                                       |
| M   | Alyaksandr Kulchiy    | Belarus               | 2               | 0             | v Franța (3 iunie 2011)                                                                                              | Cartonaș galben în două meciuri de calificare la Euro 2012                                                       |
| F   | Dmitry Molosh         | Belarus               | 2               | 0             | v Franța (3 iunie 2011)                                                                                              | Cartonaș roșu într-un meci de calificare la Euro 2012                                                            |
| F   | Anton Putsila         | Belarus               | 2               | 0             | v România (7 octombrie 2011)                                                                                         | Cartonaș galben în două meciuri de calificare la Euro 2012                                                       |
| F   | Igor Shitov           | Belarus               | 2               | 0             | v România (7 octombrie 2011)                                                                                         | Cartonaș galben în două meciuri de calificare la Euro 2012                                                       |
| F   | Vitali Trubila        | Belarus               | 2               | 0             | v România (7 octombrie 2011)                                                                                         | Cartonaș galben în două meciuri de calificare la Euro 2012                                                       |
| A   | Darko Maletić         | Bosnia și Herțegovina | 2               | 0             | v Belarus (7 septembrie 2011)                                                                                        | Cartonaș galben în două meciuri de calificare la Euro 2012                                                       |
| M   | Miralem Pjanić        | Bosnia și Herțegovina | 2               | 0             | v Belarus (7 septembrie 2011)                                                                                        | Cartonaș galben în două meciuri de calificare la Euro 2012                                                       |
| F   | Saša Papac            | Bosnia și Herțegovina | 2               | 0             | v Portugalia (Meci în play-off pe 11 noiembrie 2011)                                                                 | Cartonaș galben în două meciuri de calificare la Euro 2012                                                       |
| F   | Boris Pandža          | Bosnia și Herțegovina | 2               | 0             | v Portugalia (Meci în play-off pe 11 noiembrie 2011)                                                                 | Cartonaș galben în două meciuri de calificare la Euro 2012                                                       |
| F   | Cristian Săpunaru     | România               | 2               | 0             | v Luxemburg (2 septembrie 2011)                                                                                      | Cartonaș galben în două meciuri de calificare la Euro 2012                                                       |
| F   | Răzvan Raț            | România               | 2               | 0             | v Albania (11 octombrie 2011)                                                                                        | Cartonaș galben în două meciuri de calificare la Euro 2012                                                       |
| F   | Gabriel Tamaș         | România               | 2               | 0             | - | Cartonaș galben în două meciuri de calificare la Euro 2012                                                       |
| M   | Bănel Nicoliță        | România               | 2               | 0             | - | Cartonaș galben în două meciuri de calificare la Euro 2012                                                       |
| M   | Sejad Salihović       | Bosnia și Herțegovina | 1               | 0             | v Luxemburg (3 septembrie 2010) v Franța (7 septembrie 2010) v Albania (8 octombrie 2010) v România (26 martie 2011) | Cartonaș roșu într-un meci de calificare în play-off-ul Campionatului Mondial de Fotbal 2010                     |
| M   | Yoann Gourcuff        | Franța                | 0               | 0             | v Belarus (3 septembrie 2010) v Bosnia and Herzegovina (7 septembrie 2010)                                           | Cartonaș roșu într-un meci de la Campionatul Mondial de Fotbal 2010                                              |